# NGC 1415
NGC 1415 è una galassia a spirale intermedia situata nella costellazione dell'Eridano, a una distanza di circa 71 milioni di anni luce dalla nostra Via Lattea.

## Scoperta
La galassia è stata scoperta il 9 dicembre 1784 dall'astronomo britannico di origine tedesca William Herschel.

## Descrizione
NGC 1415 presenta una larga riga a 21 cm dell'idrogeno neutro.
Nella galassia sono presenti anche regioni di idrogeno ionizzato.
NGC 1415 è stata utilizzata da Gérard de Vaucouleurs come esempio di galassia del tipo morfologico "(R)SAB(rs)a" nel suo atlante delle galassie.

## Disco attorno al nucleo
Le osservazioni condotte con il Telescopio spaziale Hubble hanno permesso di rilevare la presenza di un disco di formazione stellare attorno al nucleo di NGC 1415. La dimensione del suo semiasse maggiore è stimata in circa 940 pc (~3065 a.l.).

## Gruppo di NGC 1395
NGC 1415 fa parte del Gruppo di NGC 1395 che comprende almeno 31 galassie, tra cui NGC 1315, NGC 1325, NGC 1331, NGC 1332, NGC 1347, NGC 1353, NGC 1371, NGC 1377, NGC 1385, NGC 1395, NGC 1401, NGC 1414, NGC 1415, NGC 1422, NGC 1426, NGC 1438, NGC 1439, IC 1952, IC 1953 e IC 1962.
Il Gruppo di NGC 1395 a sua volta fa parte dell'Ammasso di Eridano.